# Gnumeric
Gnumeric은 그놈 자유 소프트웨어 데스크톱 프로젝트의 일부인 스프레드시트 프로그램이다. Gnumeric 버전 1.0은 2001년 12월 31일 출시되었다. Gnumeric은 GNU 일반 공중 사용 허가서 하의 자유 소프트웨어로 배포된다. 마이크로소프트 엑셀과 같은 사유 스프레드시트 프로그램들을 대체하기 위해 고안되었다. Gnumeric은 미겔 데 이카사가 개발하였으나 그 뒤로 다른 프로젝트로 떠났다. 2002년 기준 유지보수자는 조디 골드버그이다.